# Sai Prashanth
Sai Prashanth (7 de junio de 1985-13 de marzo de 2016) fue un actor indio, que apareció en películas en lengua tamil y series de televisión. Actuó en películas como Barathi, Aintham Padai, Thegidi, Neram (2013) y Vadacurry (2014). Estudió en Shrine Vailankanni Senior Secondary School, T.Nagar, Sri Ahobila Math Oriental, y en la escuela secundaria superior West Mambalam, y su padre era ejecutivo en la cadena de televisión Doordharshan de Chennai.

## Carrera
Sai Prashanth empezó su carrera en la interpretación muy joven, como estudiante con talento para el dibujo en la exitosa serie juvenil Vidya en DDK producida por Muktha Films. Posteriormente tomó el papel de presentador de vídeoclips en Sun Music sustituyendo al actor que había caído enfermo. Abandonó los estudios para dedicarse exclusivamente a la interpretación, al recibir numerosas ofertas y entonces trabajó en numerosas series televisivas. Como actor de teleseries, él a menudo interpretaba papeles negativos y colaboraba en varias aventuras con las producciones de Raadhika Sarathkumar. Sai Prashanth también apareció en el reality show de baile Maanada Mayilada y como concursante en Jodi Number One, mientras era anfitrión en otros shows como Dhil Dhil Manadhil.
También actuó como actor secundario en las películas Mundhinam Paartheney (2010), Neram (2013) y Thegidi (2014). En Vadacurry (2014), apareció como el antagonista principal.
Su madre Lalitha Subhash era expresidenta de Tamil Nadu BJP y miembro de la Junta Regional de Censura. De su primer matrimonio con Niranjana, tenía una hija, Rakshitha Prashanth.

## Muerte
Recientemente casado con Sujitha, cometió se suicidó al beber veneno en su casa el 13 de marzo de 2016. La policía dijo que la razón pudo deberse a la soledad y la depresión.

## Filmografía

### Películas
| Año  | Película             | Función           | Notas |
| ---- | -------------------- | ----------------- | ----- |
| 2004 | Giri                 | hijo de Maavattam |       |
| 2005 | Thaka Thimi Tha      |                   |       |
| 2009 | Ainthaam Padai       |                   |       |
| 2010 | Mundhinam Paartheney | Dinesh            |       |
| 2012 | Etho Seithai Ennai   |                   |       |
| 2013 | Neram                | cuñado de Vetri   |       |
| 2014 | Thegidi              | Kamalakannan      |       |
| 2014 | Yennamo Yedho        | cuñado de Gautham |       |
| 2014 | Vadacurry            | Ravishankar       |       |
| 2014 | Megha                | amigo de Mugilan  |       |

### Series de televisión
- Annamalai
- Veetukku Veedu Lootty
- Krishna Cottage
- Selvi
- Arasi
- Muhurtham
- Idhayam
- Magal
- Thamarai